# Ла-Портада (стадіон)
Estadio La Portada (ісп. вимова: [la poɾˈtaða], стадіон Ла Портада) — багатофункціональний стадіон у Ла-Серені, Чилі. Зараз він використовується переважно для футбольних матчів і є домашнім стадіоном «Депортес Ла Серена». Стадіон вміщує 18 243 глядачів, був побудований у 1952 році та повністю реконструйований у 2015 році, до Кубка Америки 2015 року.

## Кубок Америки 2015
| Дата             | Час (UTC−3) | Команда № 1 | Результат | Команда № 2 | Раунд   | Відвідуваність |
| ---------------- | ----------- | ----------- | --------- | ----------- | ------- | -------------- |
| 13 червня 2015 р | 18:30       | Аргентина   | 2–2       | Парагвай    | Група В | 16 281         |
| 16 червня 2015 р | 20:30       | Аргентина   | 1–0       | Уругвай     | Група В | 17 014         |
| 20 червня 2015 р | 16:00       | Уругвай     | 1–1       | Парагвай    | Група В | 16 021         |